# México en la Copa América 2011
La Selección de fútbol de México fue uno de los 12 equipos participantes en la Copa América 2011, torneo que se llevó a cabo entre el 1 y el 24 de julio de 2011 en Argentina. Esta selección utilizó la base de la selección sub-22 más 5 refuerzos mayores, debido al compromiso de la Copa Oro 2011 y fue dirigida por el Director Técnico Luis Fernando Tena (encargado de selección menores en la FEMEXFUT), sin embargo el DT oficial es José Manuel de la Torre y también tuvo colaboración.
Esta fue su octava participación en la Copa América, luego de haber quedado tercero en la edición de 2007. Junto a Selección de fútbol de Costa Rica, fue uno de los dos equipos participantes en calidad de invitados ambos de CONCACAF.
En el sorteo realizado el 11 de noviembre en La Plata la Selección Mexicana quedó emparejada en el Grupo C junto a Chile, Uruguay y Perú.

## Preparación
Luego de la Copa Mundial de Fútbol de 2010, en la cual alcanzaron los octavos de final, la Selección Mexicana (sub-22) se dispuso a jugar amistosos con clubes de la Primera División Mexicana, con el Club Deportivo Toluca, y el Club de Fútbol Pachuca; estuvieron en gira por los Estados Unidos para jugar un partido amistoso contra la Selección de Venezuela el cual perdieron 3 por cero, jugaron un partido en el Estadio Caliente de Tijuana contra el Independiente Medellín el cual término empatado a 2 goles, después de una semana viajaron a Pereira, Colombia donde jugaron contra la Selección de Colombia el cual empataron a 0 goles, después viajaron a Quito para encontrarse con la Selección de Ecuador en el cual la Selección Mexicana (sub-22) término ganando 1 por 0, y por último el 27 de junio de 2011 se jugó un partido a puerta cerrada contra la Selección de Bolivia el cual ganaron 1 a 0. El 28 de junio se dio a conocer por parte de la Federación Mexicana de Fútbol la baja de ocho jugadores por indisciplina, los jugadores fueron: Israel Jiménez, Nestor Vidrio, Jonathan Dos Santos, Marco Fabián de la Mora, Jorge Hernández, Javier Cortés, David Cabrera y Nestor Calderón; aparte de la baja, se les dio una sanción de 50 mil pesos mexicanos y una suspensión de 6 meses en cualquier selección mexicana. Los ocho jugadores que se integraron después de esto, son: Kristian Álvarez, Ulises Dávila y Antonio Gallardo del Club Guadalajara, Diego de Buen y Carlos Orrantia de los Pumas de la UNAM, Alan Pulido de Tigres de la UANL Edgar Pacheco de Atlas de Guadalajara y Oswaldo Alanis de Estudiantes Tecos.

## Jugadores
| #     | Nombre              | Posición           | Edad               | Club               |
| ----- | ------------------- | ------------------ | ------------------ | ------------------ |
| 1     | Luis Michel         | Portero            | 31                 | Guadalajara        |
| 2     | Kristian Álvarez    | Defensa            | 19                 | Guadalajara        |
| 3     | Oswaldo Alanis      | Defensa            | 22                 | Estudiantes Tecos  |
| 4     | Diego de Buen       | Mediocampista      | 19                 | Pumas              |
| 5     | Darvin Chávez       | Defensa            | 21                 | Monterrey          |
| 6     | Antonio Gallardo    | Mediocampista      | 22                 | Guadalajara        |
| 7     | Ulises Dávila       | Mediocampista      | 20                 | Guadalajara        |
| 8     | Carlos Orrantia     | Mediocampista      | 20                 | Pumas              |
| 9     | Rafael Márquez Lugo | Delantero          | 29                 | Morelia            |
| 10    | Giovanni dos Santos | Delantero          | 22                 | Tottenham Hotspur  |
| 11    | Javier Aquino       | Delantero          | 21                 | Cruz Azul          |
| 12    | Liborio Sánchez     | Portero            | 21                 | Querétaro          |
| 13    | Carlos Rodríguez    | Portero            | 22                 | Morelia            |
| 14    | Nestor Araújo       | Defensa            | 19                 | Cruz Azul          |
| 15    | Jorge Enríquez      | Mediocampista      | 20                 | Guadalajara        |
| 16    | Miguel Ángel Ponce  | Defensa            | 22                 | Guadalajara        |
| 17    | Edgar Pacheco       | Mediocampista      | 21                 | Atlas              |
| 18    | Oribe Peralta       | Delantero          | 27                 | Santos Laguna      |
| 19    | Héctor Reynoso      | Defensa            | 30                 | Guadalajara        |
| 20    | Alan Pulido         | Delantero          | 20                 | Tigres             |
| 21    | Hiram Mier          | Defensa            | 21                 | Monterrey          |
| 22    | Paul Aguilar        | Defensa            | 25                 | Pachuca            |
| 23    | Diego Reyes         | Defensa            | 18                 | América            |
| D. T. | Luis Fernando Tena  | Luis Fernando Tena | Luis Fernando Tena | Luis Fernando Tena |

## Participación
- Los horarios corresponden a la hora de Argentina (UTC-3)[n. 1]

### Grupo C

Disposición táctica de los equipos.

Disposición táctica de los equipos.

Disposición táctica de los equipos.

| Equipo  | Pts | PJ | PG | PE | PP | GF | GC | Dif |
| ------- | --- | -- | -- | -- | -- | -- | -- | --- |
| Chile   | 7   | 3  | 2  | 1  | 0  | 4  | 2  | 2   |
| Uruguay | 5   | 3  | 1  | 2  | 0  | 3  | 2  | 1   |
| Perú    | 4   | 3  | 1  | 1  | 1  | 2  | 2  | 0   |
| México  | 0   | 3  | 0  | 0  | 3  | 1  | 4  | -3  |

| 4 de julio de 2011, 21:45 | Chile                   | 2:1 (0:1) | México     | Estadio San Juan del Bicentenario, San Juan |                                   |
|                           | Paredes 66' · Vidal 73' | Reporte   | Araújo 40' | Árbitro(s): Juan Soto (Venezuela)           | Árbitro(s): Juan Soto (Venezuela) |

| Amonestado | 21' | Javier Aquino |
| Amonestado | 25' | Diego Reyes   |
| Amonestado | 67' | Paul Aguilar  |
| Amonestado | 90' | Edgar Pacheco |

| 18 | DEL | Oribe Peralta | 74' | Javier Aquino  | DEL | 11 |
| 17 | MED | Edgar Pacheco | 88' | Rafael Márquez | DEL | 9  |

| Tiros:             | 3 |
| Tiros al arco:     | 2 |
| Faltas:            | 8 |
| Saques de esquina: | 1 |
| Fueras de juego:   | 0 |

| 8 de julio de 2011, 21:45 | México | 0:1 (0:0) | Perú         | Estadio Malvinas Argentinas, Mendoza    |                                         |
|                           |        | Reporte   | Guerrero 82' | Árbitro(s): Sergio Pezzotta (Argentina) | Árbitro(s): Sergio Pezzotta (Argentina) |

| Amonestado | 58' | Hiram Mier     |
| Amonestado | 71' | Héctor Reynoso |

| 17 | MED | Edgar Pacheco      | 46' | Paul Aguilar  | DEF | 22 |
| 16 | DEF | Miguel Ángel Ponce | 73' | Darvin Chávez | MED | 5  |
| 18 | DEL | Oribe Peralta      | 85' | Javier Aquino | MED | 11 |

| Tiros:             | 6 |
| Tiros al arco:     | 5 |
| Faltas:            | 7 |
| Saques de esquina: | 5 |
| Fueras de juego:   | 7 |

| 12 de julio de 2011, 21:45 | Uruguay        | 1:0 (1:0) | México | Estadio Ciudad de La Plata, La Plata |                                   |
|                            | Á. Pereira 14' | Reporte   |        | Árbitro(s): Raúl Orosco (Bolivia)    | Árbitro(s): Raúl Orosco (Bolivia) |

| Amonestado | 40' | Paul Aguilar           |
| Amonestado | 54' | Héctor Reynoso         |
| Amonestado | 63' | Hiram Mier             |
| Amonestado | 80' | Rafael Márquez Álvarez |

| 18 | DEL | Oribe Peralta | 46' | Giovanni dos Santos | DEL | 10 |
| 11 | DEL | Javier Aquino | 46' | Paul Aguilar        | DEF | 22 |
| 17 | MED | Edgar Pacheco | 70' | Miguel Ángel Ponce  | MED | 16 |

| Tiros:             | 1  |
| Tiros al arco:     | 1  |
| Faltas:            | 21 |
| Saques de esquina: | 4  |
| Fueras de juego:   | 1  |